# 沃夫基夫齊 (舍佩蒂夫卡區)
50°5′12″N 26°59′41″E / 50.08667°N 26.99472°E
沃夫基夫齊（烏克蘭語：Вовківці），是烏克蘭的村落，位於該國西部赫梅利尼茨基州，由舍佩蒂夫卡區負責管轄，面積87平方公里，海拔高度291米，2001年人口329，人口密度每平方公里3,781.6人。